# ホルキィ (小惑星)
ホルキィ (3137 Horky) は、小惑星帯にある小惑星の一つ。アントニーン・ムルコスがクレチ天文台で発見した。
発見者が1939年に最初に望遠鏡を置いた丘から名付けられた。